# 後藤梨花
後藤 梨花（ごとう りか、1984年7月5日 - ）は、東京都出身のグラビアアイドル。グッドタイムエンターテイメント所属後、引退。

## 略歴・人物
青山学院大学第二部にて通学。大学に通いながらもレースクイーンをこなしていた。
趣味はスキューバダイビング、ウェイクボード、スノーボード、ドライブで、特技は水泳と料理。
犬を3匹(ミニチュアダックスフント2匹、パピヨン1匹)飼っている。
愛車はBMW。

## 出演

### テレビ
- 『誘惑のマーメイド』（MONDO21）
- 『X-Music』

### DVD
- 『きれいなレースクィーンのうなじ』(ソフト・オン・デマンド、2005年3月17日)
- 『清楚~カサブランカの香り~』(オマタ、2005年5月21日)
- 『R-21』(ぶんか社、2005年8月27日)
- 『青学院の後藤梨花 学習院の吉岡ゆうこ』(ジェネオン エンタテインメント、2005年12月22日)
- 『PREMIUM CUTIE』(ソフト・オン・デマンド、2006年11月4日)

### 携帯サイト
- 『アイドル激☆待コレ』
- 『アイドルBBマニアックス』
- 『全国パチ&スロ』
- 『素肌の告白』
- 『CARモード』
- 『バウッ娘DX』
- 『avexグラドルTV』
- 『どっきりクイーン』
- 『ポケ声deジョイサウンド』